# Canadair CT-114 Tutor
Canadair CT-114 Tutor (företagsmodell CL-41) är en jettrainer som designades och tillverkades av den kanadensiska flygplanstillverkaren Canadair. Det fungerade som skolflygplan för Royal Canadian Air Force (RCAF), och senare de kanadensiska väpnade styrkorna, mellan tidigt 1960-tal och 2000. Utvecklingen började som ett privat projekt av företaget. Den 13 januari 1960 utförde prototypen sin jungfruflygning; 1 1/2 år senare gjorde den kanadensiska regeringen en stor order på typen. RCAF kom att förbli den dominerande användaren av denna typ, men ett begränsat antal exporterades också. Specifikt, CL-41G-modellen, som levererades till Royal Malaysian Air Force (RMAF), fungerade som ett markattackflygplan från 1967 fram till dess tillbakadragande 1986. Canadair CT-114 Tutor tjänstgjorde som RCAF primära jetskolflygplan från 1960-talet fram till 2000, vid vilken tidpunkt den slutligen drogs tillbaka från denna roll. Den ersattes av en kombination av den nyare brittiskbyggda CT-155 Hawk och amerikanskbyggda CT-156 Harvard II fram till pensioneringen av Hawk-flottan 2024. Medan majoriteten av CT-114 Tutor har blivit pensionerade, används fortfarande ett litet antal av RCAF:s Snowbirds aerobatikteam.

## Användare
- Kanadas flygvapen
- Malaysias flygvapen

## Varianter
CL-41
Två prototyper, CF-LTW-X och CF-LTX-X som används för tillverkarens teknik- och testprogram
CL-41A
Totalt 190 skolflygplan producerade för RCAF- och CF-användning som CT-114. Ett antal modifierades med rökgenererande system och andra modifieringar för Snowbirds aerobatikteam.
CL-41G
Unik version för Malaysias flygvapen (RMAF). Totalt 20 markanfallsvarianter, känd som "Tebuan" i tjänst med RMAF.
CL-41R
En konvertering av CF-LTX-X med en CF-104-noskon påmonterad för att demonstrera användningen av CF-104/F-104G-radar och flygelektronik; inga produktionsexemplar byggdes.

## Liknande flygplan
- Aero L-29 Delfín
- BAC Jet Provost
- Cessna T-37 Tweet
- Fouga CM.170 Magister
- HAL HJT-16 Kiran
- Saab 105